# Chionis minor

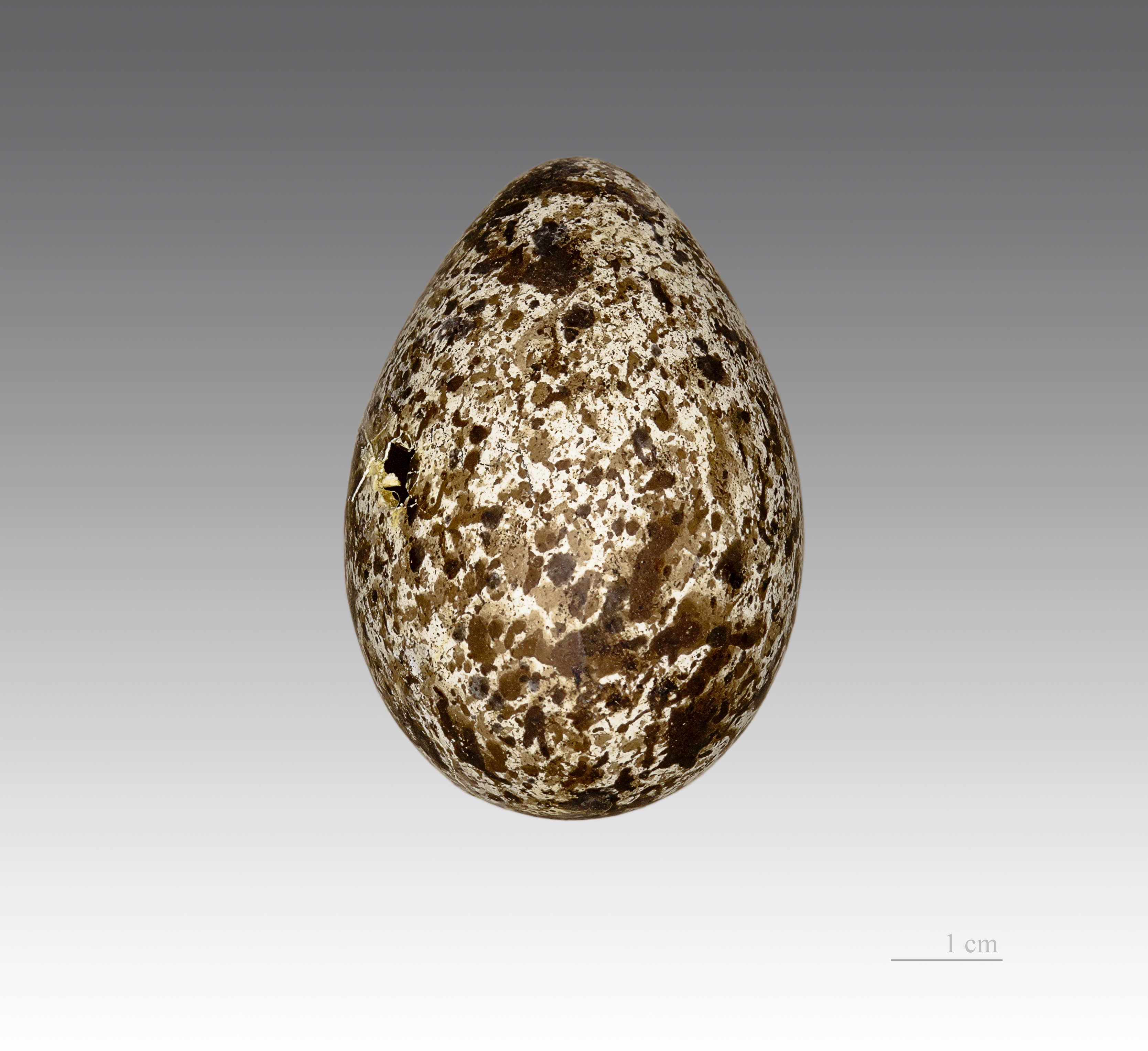
Chionis minor

Chionis minor là một loài chim trong họ Chionidae.